# Beverly (New Jersey)
Pour les articles homonymes, voir Beverly.
Beverly est une ville située dans le comté de Burlington, dans l’État du New Jersey, aux États-Unis.